# Madegirah II
Madegirah II (2023) è il tredicesimo album di Dvar.

## Il disco
«Inspired by DVAR» «2012-2020». La traccia 21 Merraghel, indicata come «bonus track» è una cover da Spy vs. Spy di Nick Scarim e Hiroyuki Masuno.

## Tracce
1. Ahvaantah – 1:19
2. Eliir – 1:46
3. Orlengaar – 3:03
4. Iikh evaah (già presente nell'album Madegirah, 2009) – 1:48
5. Teryalanaar – 2:06
6. Innyarim – 2:30
7. Voh voh – 1:39
8. Inni uumi – 0:42
9. Vaantah – 1:20
10. Melah tzali – 1:53
11. Madegirah (già presente nell'album Madegirah, 2009) – 1:49
12. El fessah – 1:00
13. Vorliziir – 3:09
14. Hohalmar – 2:01
15. Tamiazah – 0:36
16. Pleiir – 2:10
17. Yar borh – 2:41
18. Mirraelim (già presente nell'album Elah, 2012) – 2:56
19. Ugah kaah (già presente nell'album Elah, 2012) – 1:32
20. Maghvantarah (già presente nell'album Elah, 2012) – 4:14
21. Merraghel (Nick Scarim, Hiroyuki Masuno) – 3:46